# アストリッド・サキリソン
アストリッド・サキリソン（Astrid Zachrison、1895年5月15日 - 2008年5月15日）は、スウェーデンのスーパーセンテナリアン。スウェーデン・スモーランド地方在住であった長寿の女性。スウェーデンの歴代最高齢者である。クリスチャン・モーテンセンの没後、北欧諸国の最高齢人物であった。
2007年10月6日、112歳と144日でエルザ・モバーグの史上最高齢のスウェーデン人としての記録を破った。2008年5月15日、113歳の誕生日を迎えた30分後に死去した。死後、存命中のスウェーデン最高齢の座は、ルート・ミカエルソン（1899年 - 2009年）に引き継がれた。

### ソース
- 2007年5月15日、Sveriges äldsta fyllde 112 år
- 2007年10月6日、 Sveriges äldsta bor utanför Vetlanda
- Astrid är äldst av de äldsta
- Nu är Rut i Åsele äldst i Sverige
- "VERIFIED SUPERCENTENARIAN CASES - CHRONOLOGY" (engelska). Gerontology Research Groups. 2009年3月20日閲覧。

| 記録                      | 記録                                                             | 記録                      |
| ------------------------- | ---------------------------------------------------------------- | ------------------------- |
| 先代 イーリン・アントソン | - 存命人物のうちスウェーデン最高齢 2004年7月13日 - 2008年5月15日 | 次代 ルート・ミカエルソン |